# Hilmar Pabel
Hilmar Pabel (17. září 1910 v Rawitsch/Provinz Posen – 6. listopadu 2000 Rimsting am Chiemsee) byl německý fotograf a žurnalista.
V roce 1946 začal Hilmar Pabel portrétovat ztracené a válkou rozptýlené děti s cílem jim pomoci nalézt rodinu. Fotografie nejprve publikoval ve svém časopise Erich Kastner, později vyšly s pomocí Červeného kříže v podobě velkoformátových plakátů. Výsledkem této několikaleté akce byla záchrana téměř milionu lidských osudů.

## Fotografické sbírky
- Jahre unseres Lebens. Deutsche Schicksalsbilder. Stuttgart 1954
- Antlitz des Ostens. Hamburg 1960
- Bilder der Menschlichkeit. Mnichov 1983
- Hilmar & Romy Pabel: Auf Marco Polos Spuren: Expedition Seidenstraße. Mnichov 1986
- Hilmar & Romy Pabel: Abenteuer Kanada. Mnichov 1987
- Stephan A. Vogelskamp/Roland Günther (Text) & Hilmar Pabel (Fotos): Das süße Leben. Essen 2005

## Ocenění
- Cena za kulturu Německé fotografické společnosti